# Neville (nome)
Neville  è un nome proprio di persona inglese maschile.

## Varianti
- Maschili: Nevil[1]

## Origine e diffusione
Si basa sul cognome inglese Neville (portato fra l'altro dalla famiglia Neville), che a sua volta è derivato da un toponimo di origine normanna, Neuville, avente il significato di "nuovo paese".

## Onomastico
Il nome è adespota, ovvero non è portato da alcun santo, quindi l'onomastico si può festeggiare in occasione di Ognissanti, che cade il 1º novembre.

## Persone
- Neville Brand, attore statunitense

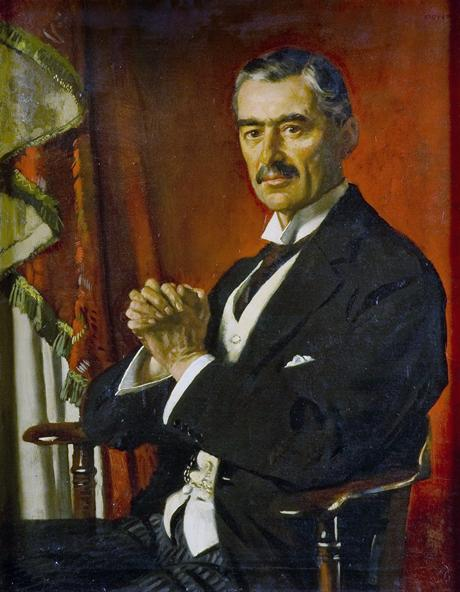
Neville Chamberlain

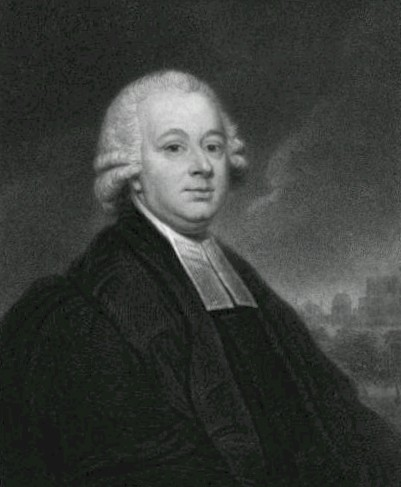
Nevil Maskelyne

- Neville Brody, designer, direttore artistico e disegnatore di caratteri tipografici inglese
- Neville Bulwer-Lytton, tennista britannico
- Neville Chamberlain, politico britannico
- Neville Stephen D'Souza, calciatore indiano
- Neville Hayes, nuotatore australiano
- Neville Lederle, pilota automobilistico sudafricano
- Neville Marriner, direttore d'orchestra e violinista britannico
- Neville Southall, calciatore e allenatore di calcio britannico
- Neville Whitehead, contrabbassista, bassista e liutaio neozelandese
- Neville Wright, bobbista canadese

### Variante Nevil
- Nevil Dede, calciatore albanese
- Nevil Macready, militare e politico britannico
- Nevil Maskelyne, astronomo britannico
- Nevill Francis Mott, fisico britannico
- Nevil Shute, romanziere e ingegnere aeronautico britannico naturalizzato australiano
- Nevil Sidgwick, chimico britannico

## Il nome nelle arti
- Neville Paciock è un personaggio della serie di romanzi e film Harry Potter, creata da J. K. Rowling.